# Diapterus brevirostris
Diapterus brevirostris és una espècie de peix pertanyent a la família dels gerrèids.

## Descripció
- Pot arribar a fer 38 cm de llargària màxima.
- 9 espines i 10-10 radis tous a l'aleta dorsal i 3 espines i 8 radis tous a l'anal.[4][5]

## Alimentació
Menja organismes bentònics, com ara copèpodes, ostracodes, foraminífers, poliquets, mol·luscs, peixos i vegetació aquàtica.

## Hàbitat
És un peix marí i d'aigua salabrosa, demersal i de clima tropical.

## Distribució geogràfica
Es troba al Pacífic oriental: des de la costa occidental de la Baixa Califòrnia (incloent-hi el golf de Califòrnia) fins al nord del Perú.

## Observacions
És inofensiu per als humans.